# موش‌های خرگوشی
موش‌های خرگوشی، سردهٔ Conilurus، نمایندهٔ یک سردهٔ نامعمول از موش‌های جهان قدیم از استرالیا، گینه نو و جزیره ملویل هستند.
آشکار شده است که جوان هنگام جستجوی غذا به یکی از چهار نوک سینه مادر می‌چسبند. بارداری ۳۳ تا ۳۵ روز است.
سردۀ Conilurus - موش‌های خرگوشی
- † موش خرگوشی پاسفید، Conilurus albipes
- † موش خرگوشی کپریکورن، Conilurus capricornensis[۱]
- موش خرگوشی دم‌جارویی، Conilurus penicillatus